# وی‌ام‌ویر
وی ام ویر (به انگلیسی: VMware, Inc) شرکت فراهم کنندهٔ نرم‌افزارهای مجازی سازی است که دفتر اصلی آن در شهر پالو آلتو در ایالات متحده آمریکا قرار دارد.
هم اکنون دفتر مرکزی شرکت در پالو آلتو، کالیفرنیا، ایالات متحده، و مرکز تحقیق و توسعه( به انگلیسی: R&D) آن در کمبریج، ماساچوست هستندو همچنین مرکز تایم وارنر مربوط به این شرکت در شهر نیویورک، در سال ۲۰۰۵ تأسیس شد.
نرم‌افزار ماشین مجازی، (به انگلیسی: Virtual Machine ware) نرم‌افزاری قدرتمند برای توسعه دهندگان نرم‌افزارها و مدیران سیستم و کسانی است که می‌خواهند در ساختار نرم‌افزاری شان تغییراتی اساسی بدهند.
این نرم‌افزار با قدمت بیش از ۵ سال و برنده شدن برخی جوایز محصولات نرم‌افزاری، توسعه دهندگان نرم‌افزار را قادر می‌کند، پیچیده‌ترین برنامه‌های تحت شبکه را که در سیستم عامل‌های ویندوزهای مایکروسافت، مک‌نتاش اپل، لینوکس یا نت ویر اجرا می‌شوند را روی تنها یک رایانه، اجرا کنند که این قابلیت در کنار برخی قابلیت‌های دیگر این برنامه از وی ام ویر یک وسیله ضروری برای توسعه دهندگان رایانه‌ای و مدیران سیستم‌ها ساخته است.

## ایستگاه‌های کاریوی ام ویر
این ایستگاه کاری با فعال‌سازی چند سیستم عامل و برنامه‌های کاربردی مربوط به آن‌ها به‌طور هم‌زمان روی یک ماشین فیزیکی منفرد عمل می‌کند و
سیستم عاملها به همراه نرم‌افزارهای کاربردیشان در ماشین مجازی همگی روی یک قطعه از سخت‌افزار اجرا می‌شوند.
لایه مجازی‌سازی وی ام ویر، منابع سخت‌افزار فیزیکی را به منابع ماشین مجازی به گونه‌ای نگاشت می‌کند که انگار هر ماشین مجازی، پردازنده، حافظه و دیسک و ابزارهای o/I ویژه خود را دارد و همگی آن‌ها مطابق استاندارد رایانه‌های X۸۶ هستند.
به کمک ایستگاه کاری وی ام ویرVMWare شبکه‌های مجازی پیچیده‌ای راه‌اندازی کرد و انواع نرم‌افزارها را در بسیاری از محیط‌ها به‌طور هم‌زمان اجرا کرد و تمامی این موارد را می‌توان تنهاروی یک سیستم انجام داد.
با استفاده از این برنامه می‌توان بدون نیاز به انجام عملیات پارتیشن بندی دوباره، دیسک و سیستم عاملی جدید نصب کرد و بدون نیاز به بوت کردن رایانه می‌توان بین سیستم عاملهای نصب شده روی رایانه جابه جا شد یا سوئیچ کرد.
نصب وی ام ویر روی رایانه رومیزی (به انگلیسی: Desktop) اولین گام برای انتقال ساختار رایانه (به انگلیسی: IT) موجود به یک ساختار مجازی است. با ایستگاه کاری وی ام ویر ساده کردن عملیات توسعه و تست نرم‌افزار، سرعت بخشیدن به توسعه برنامه‌های کاربردی، سازگاری برنامه‌های کاربردی و اجرای عملی مهاجرت از یک سیستم عامل به سیستم عامل دیگر تضمین می‌شود. این نرم‌افزار همچنین امکان آگاهی از زیان‌های احتمالی برای شبکه یا سایر نرم‌افزارهای کاربردی را در صورت تعویض سیستم عامل و دیگر نقل و انتقال‌ها توسط این برنامه را به شما می‌دهد.

## برخی ویژگی‌های دیگر
این نرم‌افزار با میلیون‌ها کاربر در سراسر دنیا، کارایی را در تولید نرم‌افزارها بهبود می‌بخشد، هزینه‌ها را کاهش می‌دهد و انعطاف‌پذیری را بالا می‌برد و راه امن تری را برای جواب گرفتن از برنامه‌ها به وجود می اورد.
شبکه بندی مجازی (به انگلیسی: Virtural Networking)،انجام تراکنشها به صورت زنده (به انگلیسی: Real time), به اشتراک‌گذاری پوشه‌ها و پشتیبانی از
محیط اجرای از پیش بوت شده (به انگلیسی: PXE) این نرم‌افزار را برای استفادهٔ توسعه دهندگان رایانه و مدیران سیستم‌ها مناسب ساخته است.

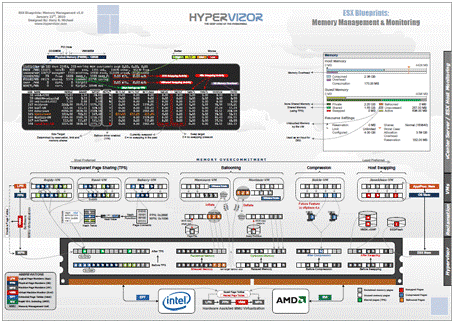
VMware ESX Memory Management and Monitoring
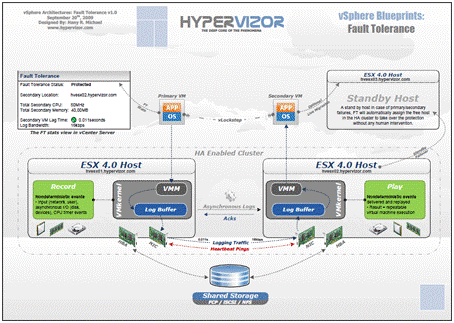
VMware Fault Tolerance
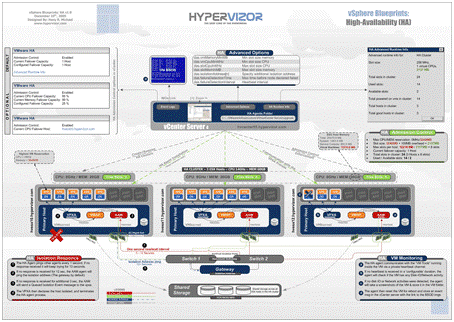
VMware High Availability
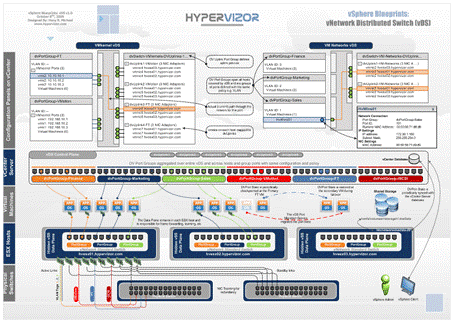
VMware vNetwork Distributed Switch

## تاریخچه‌ی تأسیس
وی ام ویر در دهم فوریه‌ی سال ۱۹۹۸ توسط پنج دوست عاشق فناوری و کامپیوتر تأسیس شد که برخی از آن‌ها در دانشگاه برکلی با هم آشنا شده بودند. دایان گرین، مندل روزرنبلوم، اسکات دوین، الن ونگ و ادوارد باگنیون شرکت را با ایده‌ی بهبود بازدهی دنیای پردازش تأسیس کردند. تا پایان سال تعداد کارمندان آن‌ها به ۲۰ نفر رسید. در آن سال‌ها، کاربران تجاری دنیای کامپیوتر برای هر کاربرد خاص در شبکه‌ی خود یک سرور نصب می‌کردند. چنین رویکردی امروز هم وجود دارد، اما در دهه‌ی ۱۹۹۰، سرورها به‌صورت فیزیکی طراحی و نصب می‌شدند.
بسیاری از سرورهای فیزیکی که برای کاربردهای متنوع تجاری پیکربندی می شدند، در دیتاسنترهای سرتاسر جهان به‌صورت متوقف و با فعالیت‌های جزئی حضور داشتند. حضور آن‌ها موجب مصرف انرژی و منابع دیگر می‌شد که هزینه‌های سرباری را برای شرکت‌ها ایجاد می‌کرد. حداکثر کارایی پردازنده‌ی سرور متوقف، بین یک تا پنج درصد بود و به‌نوعی بازدهی بسیار پایینی در آن‌ها وجود داشت. متخصصان به‌دنبال راهی برای بهره‌برداری هرچه بیشتر از ظرفیت‌های پردازشی رفتند. همین ایده، بهانه‌ی اولین سرویس و محصول وی ام ویر را ایجاد کرد.
اولین محصول وی ام ویر در سال ۱۹۹۹ متولد شد. البته محصول اول مخصوص سرور نبود و به‌عنوان یک نرم‌افزار جانبی به‌نام VMware Workstation معرفی شد. این محصول هنوز به‌عنوان یکی از برترین ابزارهای مجازی‌سازی شناخته می‌شود. اولین نمونه‌های آن، سرعت بسیار پایینی داشتند و برای راه‌اندازی یک ماشین مجازی، ۳۰ دقیقه زمان می‌بردند. البته اولین تلاش مهندسان وی ام ویر به‌هرحال نوعی اثبات ایده‌هایشان نیز بود. مهندسان وی ام ویر اولین محصول خود را به‌صورت هم‌زمان برای سیستم‌عامل‌های ویندوز و لینوکس ارائه کردند؛ رویکردی که در آن سال‌ها منحصربه‌فرد محسوب می‌شد.
وال استریت ژورنال در توصیف اولین محصول وی ام ویر نوشت: «وی ام ویر انتخاب آزادی را به سیستم دسکتاپ شما می‌آورد». برنامه‌نویس‌های سرتاسر جهان رویکرد مثبتی نسبت به نرم‌افزار وی ام ویر داشتند و از اجرای سیستم‌عامل‌های گوناگون روی یک کامپیوتر شخصی، هیجان‌زده بودند. ۲،۲۶۰ دانشگاه، اولین نرم‌افزار وی ام ویر را خریداری کردند که در کنار دیگر فروش‌های شرکت، درآمد را به یک میلیون دلار رساند.

### قرن ۲۱ و دنیای سرور
با ورود به قرن ۲۱، اولین محصولات اختصاصی سرور وی ام ویر هم متولد شدند. یکی از آن‌ها به‌نام ESX، مخفف Elastic Sky X به بازار راه یافت. دیگری GSX یا Ground Storm X نام داشت. تفاوت اولین محصولات سروری وی ام ویر در سیستم‌عامل مقصد آن‌ها بود. ESX برای لینوکس و GSX برای ویندوز طراحی شد. امروز این دسته از ابزارها که به‌نام هایپروایزر شناخته می‌شوند، سهم عمده‌ی خدمات وی ام ویر را به خود اختصاص می‌دهند.
در سال‌های بعدی ESX و GSX در کنار هم توسعه یافتند تا اینکه GSX با سرویسی به‌نام Server جایگزین شد. ESX توسعه‌ی قابل توجهی داشت و پس از رسیدن به نسخه‌ی ۳/۵، با Virtual Server Center یا vCenter ادغام شد. ترکیب جدید به‌عنوان یکی از برترین ابزارهای مجازی‌سازی در سرور شناخته می‌شود.
وی ام ویر اولین پتنت رسمی خود را در سال ۲۰۰۲ ثبت کرد. پتنت آن‌ها «سیستم و روش مجازی‌سازی سیستم‌های کامپیوتری» نام داشت. سه نفر از بنیان‌گذاران، اسکات دوین، ادوارد باگنیون و مندل روزنبلوم به‌عنوان مختراعان پتنت مذکور شناخته شدند. امروز وی ام ویر بیش از ۱،۸۰۰ پتنت در دفتر ثبت پتنت آمریکا دارد و سازمان IEEE مجموعه‌ی پتنت‌های آن‌ها را به‌عنوان دومین مجموعه‌ی بزرگ و ارزشمند نرم‌افزاری می‌شناسد.
از ابزارهای کاربردی وی ام ویر که در ابتدای قرن ۲۱ معرفی شد می‌توان به vMotion اشاره کرد. این سرویس به کاربران امکان می‌داد تا یک وظیفه‌ی پردازشی را از یک سرور به دیگری منتقل کنند. در زمان جابه‌جایی، همه‌ی اپلیکیشن‌ها به فعالیت خود ادامه می‌دادند. امروزه توانایی جابه‌جا کردن ماشین‌های مجازی یکی از بخش‌های اصلی و یکپارچه در هر سیستم مجازی‌سازی محسوب می‌شود.
با ارائه‌ی ابزارهای متنوع مجازی‌سازی توسط وی ام ویر ، کاربرد آن‌ها نیز به‌مرور در صنعت افزایش یافت. بازار پردازش به‌مرور متوجه ظرفیت‌های بالای مجازی‌سازی شد و روزبه‌روز شرکت‌های بیشتری ابزارهای آن را آزمایش می‌کردند. برخی از شرکت‌ها تنها برای آزمایش کارایی‌های متنوع به مجازی‌سازی روی آوردند و برخی دیگر، سرورهای اصلی و پروداکشن خود را نیز با مجازی‌سازی مدیریت کردند.
تا سال ۲۰۰۴، وی ام ویر به یک شرکت جهانی تبدیل شده بود و سرویس‌های آن‌ها دیگر محدود به ایالات متحده نبودند. اولین دفتر اروپایی شرکت در فریملی بریتانیا تأسیس شد. از آن زمان دفاتر متعددی از وی ام ویر در سرناسر جهان تأسیس شده‌اند و امروز این شرکت در تمامی قاره‌های جهان دفتر دارد. اتفاق مهم دیگر در آن سال، فروش شرکت به EMC بود که دوران تازه‌ای را برای وی ام ویر رقم زد. شرکت به‌صورت کامل و به قیمت ۶۳۵ میلیون دلار در تاریخ نهم ژانویه‌ی ۲۰۰۴ به تصاحب EMC درآمد.
از رخدادهای مهم دیگر در سال ۲۰۰۴، می‌توان به راه‌اندازی کنفرانس کاربران VMware به‌نام VMworld اشاره کرد. این کنفرانس در سال‌های بعد به‌مرور به بزرگ‌ترین گردهم‌آیی حوزه‌ی مجازی‌سازی و پردازش ابری تبدیل شد. اولین کنفرانس، ۱،۴۰۰ شرکت‌کننده داشت که سه‌برابر تعداد پیش‌بینی شده بود.
در سال ۲۰۰۵ تأسیس دفاتر VMware در کشورهای دیگر ادامه پیدا کرد و بنگلور، هند و چین میزبان شرکت نرم‌افزاری بودند. تا آن سال تعداد کارمندان به بیش از هزار نفر در سرتاسر جهان رسیده بود.
دسامبر ۲۰۰۷ و عرضه‌ی ESX 3.5 نقطه‌ی عطفی در ابزارهای مجازی‌سازی سرور VMware بود. آن‌ها محصول جدیدی به‌نام ESX Server ESXi edition یا ESXi عرضه کردند که کاربری مجازی‌سازی در لینوکس را بهینه‌تر می‌کرد. عبارت i در نام محصول جدید به‌عنوان اختصاری برای کلمه‌ی integrated استفاده شد که یکپارچگی ابزار جدید را با سیستم‌عامل نشان می‌داد.
ESXi نیاز به کنسول‌های سنتی نداشت و هیچ بخشی از لینوکس در آن نبود. ابزارهای کافی در سرویس جدید VMware ارائه می‌شدند تا یک آدرس شبکه‌ای ایجاد کرده و مدیریت سیستم را از راه دور ممکن کنند. مزیت ابزار جدید این بود که با حجم ۳۲ مگابایت، قابلیت نصب و اجرا از حافظه‌های فلش کوچک را هم داشت. چنین کاربردی تا آن سال‌ها در هیچ سرویس مجازی‌سازی دیده نشده بود.
در سال ۲۰۰۷، سرویسی برای مدیریت ماشین‌های مجازی معرفی شد. VMware سرویس جدید را Distributed Resource Scheduler یا DRS نامید که به کاربران امکان می‌داد تا قوانینی برای توزیع منابع فیزیکی بین ماشین‌های مجازی متعدد تدوین کنند.
VMware در سال ۲۰۰۷ علاوه بر توسعه‌ی سرویس به توسعه‌ی زیرساخت هم مشغول شد. آن‌ها به کمپ جدید در مرکز تحقیقات استنفورد در پالو آلتو نقل مکان کردند. این کمپ امروز به‌عنوان مرکز اصلی مدیریت شرکت شناخته می‌شود. در همان سال فرایند عرضه‌ی عمومی سهام شرکت هم انجام و VMware در ۱۴ اوت به بازار بورس و اوراق بهادار نیویورک راه یافت. اولین ارزش‌گذاری سهام با قیمت ۲۹ دلار انجام شد که تا پایان روز به ۵۱ دلار رسید. در همان سال، درآمد شرکت از یک میلیارد دلار فراتر رفت و در سال بعد به بیش از ۱/۹ میلیارد دلار رسید.
شرکت سیسکو از بزرگ‌ترین فعالان صنعت شبکه، در سال ۲۰۰۸ همکاری کاربردی را با VMware شروع کرد. آن‌ها سرویسی به‌نام Nexus 1000V را توسعه دادند که به‌عنوان یک سوئیچ نرم‌افزاری مجازی کار می‌کرد. محصول مذکور به‌عنوان یک گزینه‌ی داخلی به زیرساخت‌های VMware اضافه شد.
در سال‌های پایانی دهه‌ی ۲۰۰۰، فهرست نرم‌افزارهای VMware کامل‌تر شده بود و شرکت به‌مرور خود را به‌عنوان نامی بزرگ در صنعت مشهور می‌کرد. از سرویس‌های آن زمان می‌توان به موارد زیر اشاره کرد:
VMware Fusion: ابزار مجازی‌سازی ورک‌استیشن برای مک
VMware Workstation: ابزار مجازی‌سازی ورک‌استیشن برای ویندوز و لینوکس
VMware Converter: ابزاری برای تبدیل اولیه‌ی ماشین‌های فیزیکی به ماشین‌های مجازی
VMware ESX و ESXi: ابزارهای مجازی‌سازی سرور با سیستم‌عامل امبدد
VMware Server: ابزار مجازی‌سازی مبتنی بر ویندوز
VMware Virtual Center: برنامه‌ی مدیریتی برای مدیریت خوشه‌های سرور مجازی VMware ESX یا ESXi
سرویس VMware Server در ژانویه ی سال ۲۰۱۰ از فهرست خدمات شرکت خارج شد. درواقع از آن زمان مجازی‌سازی در بخش سرور تنها در دو سرویس ESX و ESXi ارائه شدند.
از سرویس‌های تأثیرگذار دیگر VMware در سال‌های پایانی دهه‌ی ۲۰۰۰ می‌توان به Virtual Desktop اشاره کرد. سرویس مذکور به‌نوعی شروع دوران تازه‌ای در مجازی‌سازی دسکتاپ محسوب می‌شد که دسکتاپ و اپلیکیشن‌ها را نه‌تنها به لپ‌تاپ‌ها و دیگر کامپیوترهای شخصی آورد، بلکه گوشی‌های هوشمند و دیگر دستگاه‌های موبایل هم از خدمات آن بهره بردند. پیاده‌سازی مستقیم این سرویس از فضای ابری، منجر به ساده‌سازی فرایندهای فناوری اطلاعات، کاهش هزینه‌های شرکتی، افزایش امنیت و انعطاف‌پذیری بیشتر در عملکرد مشتریان شد.
بازار رو به رشد مجازی‌سازی
با ورود به دهه‌ی ۲۰۱۰، شرکت‌های بزرگ نرم‌افزاری متوجه تهدیدهای VMware برای محدوده‌ی سلطه‌ی خود شدند. تعدادی از آن‌ها شروع به توسعه‌ی ابزارهای مجازی‌سازی سخت‌افزار گرفتند که البته موفقیت چندانی نداشتند. VMware در آن زمان تنها شرکت معتبر با خدمات تجاری مجازی‌سازی بود. البته تلاش‌های هرچند ناموفق رقبا نشان داد که بازار مجازی‌سازی در حال بیدار شدن است.
از محصولات VMware که در آن سال‌ها عرضه شدند می‌توان به View اشاره کرد. VMware View رویکردی جدید در سیستم‌های دسکتاپ بود. تا آن زمان دسکتاپ برابر با ویندوز محسوب می‌شد که در یک ماشین فیزیکی مانند ورک‌استیشن یا لپ‌تاپ یا محیط‌های پردازشی سرور فعالیت می‌کند. به‌هرحال View ابزارهای جدیدی را در اختیار کاربران تجاری و خانگی گذاشت و به‌نوعی تعاریف دسکتاپ را تغییر داد.
در سال ۲۰۱۱ یکی از مهم‌ترین تغییرات VMware به رسانه‌ها اعلام شد. شرکت در کنفرانس کاربری خود به‌نام VMworld در لاس‌وگاس، ESX را به‌صورت کامل منسوخ و همه‌ی خدمات را به زیر چتر vSphere برد. vSphere در سال ۲۰۰۹ معرفی شده بود.
از محصولات مهم دیگر در سال ۲۰۱۱ می‌توان به سیستم پلتفرم به‌عنوان سرویس Cloud Foundry اشاره کرد که به‌همراه نسخه‌ی هاست منتشر شد. سرویس جدید از پیاده‌سازی اپلیکیشن‌های جاوا، Ruby on Rails، Sinatra، Node.js و Scala پشتیبانی می‌کرد. به‌علاوه پشتیبانی دیتابیسی از MySQL، MongoDB، redis، Postgres و RabbitMQ هم در آن ارائه شد.
سال‌های اخیر و وضعیت کنونی VMware
VMware هم مانند بسیاری از شرکت‌های بزرگ دنیای فناوری، فعالیت‌های خیرخواهانه را به وظایف اصلی خود اضافه کرده است. آن‌ها در سال ۲۰۱۰ VMware Foundation را تأسیس کردند که به کارمندان امکان مشارکت اجتماعی در جامعه‌ی محل فعالیت را می‌داد. یکی از رویکردهای اصلی VMware در بنیاد خیریه، به‌نام Citizen Philanthropy نام‌گذاری شد که زمان، مهارت‌ها و توانایی‌های افراد را به سمت حوزه‌های کاربردی و مورد علاقه‌ی خودشان جهت‌دهی و تقویت می‌کند.
VMware در سال‌های فعالیت، تحقیق و توسعه را به‌عنوان بخش مهمی از وظایف انتخاب کرده است. مراکز تحقیقی آن‌ها در بلغارستان، چین، هند و سرزمین‌های اشغالی از مراکز مهم توسعه‌ی خدمات نرم‌افزاری هستند. در سال ۲۰۱۱ یک مرکز بزرگ تحقیقاتی نیز در پونا هند تسیس شد که به‌صورت اختصاصی به توسعه‌ی پورتفولیوی شرکت در حوزه‌ی خدمات ابری می‌پردازد. با تأسیس آن مرکز، تعداد کارمندان در سرتاسر جهان به ۱۱ هزار نفر رسید.
در سال ۲۰۱۱، سرویسی به‌نام vCenter Operation منتشر شد که امروز به‌نام vRealize Operations شناخته می‌شود. سرویس مذکور امکان مدیریت همه‌ی بخش‌های عملکردی از اپلیکیشن‌ها تا زیرساخت را به کاربر می‌دهد. چنین سطحی از کنترل، به کاربران امکان می‌دهد تا عملیات IT را با سرعت و سهولت بیشتری انجام دهند و به‌نوعی کنترل ترکیبی زیرساخت‌های مجازی و ابری را ممکن می‌کند.
VMware هم مانند دیگر شرکت‌های بزرگ دنیای فناوری، بخشی از توسعه‌ی خود را با فرایندهای خرید و ادغام انجام داد. آن‌ها در سال ۲۰۱۲ شرکت Nicira فعال در حوزه‌ی شبیه‌سازی شبکه را به قیمت ۱/۲۶ میلیارد دلار خریداری کردند. شرکت جدید به استراتژی Sofware-Defined Data Center یا SDDC ملحق شد. Nicira سرویسی به‌نام Network Virtualization Platform یا NVP داشت که امکان ایجاد پویای شبکه‌های مجازی را به کاربر می‌داد. شبکه‌های مذکور، مستقل از ساختار سخت‌افزاری شبکه فعالیت می‌کنند. در همان سال پات گلسینجر به مقام مدیریت عامل VMware رسید که تا به امروز هم در آن موقعیت مشغول به کار است.
توسعه‌ی خدمات شبکه در سال‌های اخیر بخش مهمی از فرایندهای توسعه‌ای VMware را به‌خود اختصاص داده است. NSX سرویس جدیدی بود که مدل عملیاتی جدیدی را به راهکارهای شبکه اضافه کرد و تمامی بخش‌های شبکه را به ساختار نرم‌افزاری برد. از سرویس‌های مهم دیگر در جهت رویکرد SDDC می‌توان به vSAN اشاره کرد که در همان سال ۲۰۱۳ معرفی شد.
در سال ۲۰۱۳ یک اسپین‌آف در VMware رخ داد و بخشی از خدمات آن‌ها به‌صورت یک شرکت مجزا درآمدند. جنرال الکتریک از سرمایه‌گذاران شرکت جدید بود که به‌نام Pivotal Software فعالیت خود را شروع کرد. تمامی محصولات مرتبط با اپلیکیشن و توسعه‌دهنده‌ها، به شرکت جدید منتقل شدند. از میان آن‌ها می‌توان به Spring, tc Server, Cloud Foundry, RabbitMQ, GemFire و SQLFire اشاره کرد.
از خریدهای مهم دیگر VMware در سال‌های اخیر می‌توان به AirWatch اشاره کرد که با قیمت ۱/۵۴ میلیارد دلار د رسال ۲۰۱۴ خریداری شد. شرکت مذکور لقب بزرگ‌ترین خرید تاریخ VMware را به خود اختصاص داد و آن‌ها را به بازیگری مهم در صنعت مدیریت دستگاه‌های موبایل تبدیل کرد. این رویکرد به مشتریان سازمانی امکان می‌دهد تا مفهوم جدید BYOD یا همراه داشتن دستگاه‌های شخصی در محیط کار را بهتر توسعه دهند.
در سال ۲۰۱۵ یکی از بزرگ‌ترین فرایندهای خرید و ادغام در تاریخ فناوری رخ داد. شرکت دل در آن سال تصمیم به خرید EMC گرفت که سهام آن‌ها در VMware را هم شامل می‌شد. قیمت پیشنهادی ۶۷ میلیارد دلار بود و پس از اتمام، دل را به مجموعه‌ای از کسب‌وکارهای گسترده در حوزه‌ی رایانش تبدیل کرد.
پس از ادغام EMC با دل، VMware حدود ۸۰۰ نیروی کاری را تعدیل کرد و تعدادی از مدیران اجرایی هم استعفا دادند. از پیامدهای دیگر می‌توان به انحلال کل تیم توسعه‌ی Workstation و Fusion و اخراج تمامی توسعه‌دهنده‌های آمریکایی اشاره کرد. تحلیل‌گران در آن زمان پیش‌بینی کردند که تداخل فرهنگی در شرکت‌های دل، EMC و VMware موجب ترک سازمان از سوی بسیاری از کارمندان VMware خواهد شد. به‌هرحال هنوز زمان زیادی از خرید مذکور نگذشته است و نمی‌توان اظهارنظر قطعی درباره‌ی صحیح بودن آن پیش‌بینی‌ها داشت.
همان‌طور که گفته شد خدمات ابری از مهم‌ترین حوزه‌های فعالیت VMware هستند. آن‌ها در جدیدترین اقدام خود در سال ۲۰۱۶ با AWS وارد همکاری شدند و VMware Cloud on AWS تأسیس شد. سرویس جدید به تیم‌های IT امکان می‌داد تا منابع مبتنی بر ابر خود را با ابزارهای مشهور و کاربردی VMware مدیریت کنند.
علاوه بر خدمات ابری، سرویس‌های اینترنت اشیاء از هم از رویکردهای مدرن و پرطرفدار این سال‌های دنیای فناوری هستند. VMware هم تصمیم دارد تا تخصص و تجربه‌ی خود را به این بخش وارد کند. آن‌ها Pulse IoT Center را در سال ۲۰۱۷ تأسیس کردند که به‌عنوان راهکار مدیریت زیرساخت شناخته می‌شود. در همان سال، VMware از سوی گلس‌دور به‌عنوان سومین شرکت آمریکایی با بالاترین دستمزد پرداختی شناخته شد.
VMware به‌عنوان شرکتی کوچک متشکل از پنج متخصص عاشق فناوری در یک آپارتمان شروع به کار کرد. امروز پس از گذشت بیش از ۲۰ سال، آن‌ها به یکی از نوآوران پیش‌گام در صنعت نرم‌افزارهای تجاری تبدیل شده‌اند. راهکارهای پردازشی، ابری، شبکه، موبایل و امنیت این شرکت، زیرساختی کامل و پربازده را برای بیش از ۵۰۰ هزار مشتری آن‌ها ارائه می‌کند. ساختار مجازی‌سازی که توسط VMware به جهان معرفی شد، به‌نوعی دنیای فناوری اطلاعات را متحول کرد و امروز به‌عنوان نیازی الزامی در ساختارهای IT شناخته می‌شود.

## برنامه‌های دسکتاپ (به انگلیسی)
- (VMware ThinApp (formerly known as Thinstall
- (VMware ACE (Assured Computing Environment
- (VMware Express (for accessing Windows applications from a Linux desktop[۶]
- (VMware Fusion (for Mac Desktops
- VMware Player
- (VMware View (formerly VMware VDM
- ایستگاه کاری وی‌ام‌ویر

## نرم‌افزارهای سرور و محصولات مرکز داده‌ها (به انگلیسی)
- VMware vSphere ۶٫۵
- VMware vSphere ۶
- VMware vSphere ۵
- (VMware vSphere 4 (rebranded version VMware Infastructure
- VMware Infrastructure ۳
- (VMware ESXi (formerly VMware ESX Server ESXi edition
- (VMware ESX (formerly VMware ESX Server
- (VMware Server (formerly VMware GSX Server
- (VMware vCenter Application Discovery Manager (formerly EMC Ionix Application Discovery Manager
- VMware vCenter AppSpeed
- (VMware vCenter Converter (formerly VMware P2V
- (VMware vCenter Lab Manager (formerly VMware Lab Manager
- VMware vCenter Lifecycle Manager
- (VMware vCenter Operations Standard / Advanced / Enterprise (formerly Integrien Alive
- VMware vCenter Orchestrator
- (VMware vCenter Server (formerly VMware VirtualCenter
- VMware vCenter Server Heartbeat
- VMware vCenter Site Recovery Manager
- (VMware vCenter Stage Manager (formerly VMware Stage Manager
- (VMware vCenter Update Manager (ESX/ESXi Host, Guest OS (Windows & Linux) and Virtual Appliance Patch Management
- VMware Capacity Planner
- VMware Data Recovery